# باهرة صغيرة الأزهار
باهرة صغيرة الأزهار (الاسم العلمي: Agave parviflora) هو نوع من النباتات يتبع جنس الباهرة من الفصيلة الهليونية.